# Elaeocarpus colnettianus
Elaeocarpus colnettianus är en tvåhjärtbladig växtart som beskrevs av André Guillaumin. Elaeocarpus colnettianus ingår i släktet Elaeocarpus och familjen Elaeocarpaceae. Inga underarter finns listade i Catalogue of Life.